# Єллоунайф (фільм)
Єллоунайф (англ. Yellowknife) — канадський фільм драма 2002 року, режисера Родріга Жана.

## Сюжет
Макс (Себастьян Хубердо) та Лінда (Елен Флоран) подорожують з Нью-Брансвіку до Північно-західних територій. По дорозі вони знайомляться ще з двома парами: двома стриптизерками, співачкою нічного клубу та її менеджером. Стосунки по дорозі переростають настільки, наскільки дозволяють їхні відчайдушні та потаємні бажання.

## У ролях
- Себастьян Хубердо ...  Макс
- Елен Флоран ...  Лінда
- Патсі Галлант ...  Марлен Бедар
- Філіп Клемент ...  Джоні
- Бред Манн ...  Біл
- Тодд Манн ...  Біллі
- Глен Гулд ...  Джордж
- Клод Лемео ...  Раймонд
- Жан Клемент
- Дженніфер Кук
- Марі-Тереза Франсуа
- Клавдія Будро ...  Барменка

## Нагороди
- Номінація, найкраща актриса другого плану (Meilleure Actrice de Soutien), Патсі Галлант, нагорода Jutra 2003[1]
- Номінація, кращий саундтрек (Meilleure Musique Originale), Роберт Марсель Лепаж, нагорода Jutra 2003[1]